# Бахнарі
Бахнарі (рум. Bahnari) — село у повіті Васлуй в Румунії. Адміністративно підпорядковане місту Васлуй.
Село розташоване на відстані 278 км на північний схід від Бухареста, 5 км на схід від Васлуя, 59 км на південь від Ясс, 136 км на північ від Галаца.

## Населення
За даними перепису населення 2002 року у селі проживали 585 осіб, усі — румуни. Усі жителі села рідною мовою назвали румунську.